# Сурхандаринска област
Сурхандаринска област (на узбекски: Surxondaryo viloyati) е една от 12-те области (вилояти) на Узбекистан. Площ 20 800 km² (10-о място по големина в Узбекистан, 4,64% от нейната площ). Население на 1 януари 2019 г. 2 569 300 души (7-о място по население в Узбекистан, 7,66% от нейното население). Административен център град Термез. Разстояние от Ташкент до Термез 851 km.

## Историческа справка
Селището Термез е основано през 1910 г., а през 1929 г. е признато за град. През 1958 г. за град е обявено селището Денау, а останалите 6 града в областта са признати за такива н периода от 1971 г. до 1976 г. На 6 март 1941 г. Сурхандарински окръг е отделен от Бухарска област и е образувана Сурхандаринска област с административен център град Термез.

## Географска характеристика
Сурхандаринска област се намира в най-южната част на Узбекистан. На север и изток граничи с Таджикистан, на юг – с Афганистан, на запад – с Туркменистан и на северозапад – с Кашкадаринска област. В тези си граници заема площ от 20 800 km² (10-о място по големина в Узбекистан, 4,64% от нейната площ). Дължина от север на юг 200 km, ширина от запад на изток 150 km.
Централната и южната част на областта е заета от обширната равнина на река Сурхандаря (десен приток на Амударя). От север равнината е заградена от южните склонове на мощния Хисарски хребет (част от Хисаро-Алайската планинска система), в който на границата с Таджикистан се издига връх Хазрег Султан 4643 m (38°56′50″ с. ш. 68°10′23″ и. д. / 38.947222° с. ш. 68.173056° и. д.), най-високата точка на Сурхандаринска област. От северозапад и запад долината на Сурхандаря е оградена от хребетите Байсунтау (4425 m) и Кугитангтау (3139 m), а от изток – от хребета Бабатаг (2290 m), всичките представляващи югозападни разклонения на Хисаро-Алайската планинска система). На юг по границата с Афганистан се простира широката долина на река Амударя.
Климатът в равнинната част се отличава с топла зима и горещо и продължително лято. Средна януарска температура 2,8 – 3,6 °C, средна юлска температура 28 – 32 °C. Годишната сума на валежите варира от 130 до 360 mm в равнината, до 445 – 625 mm в предпланинските и планински райони. За южните части на областта са характерни суховеите и т.н. югозападен вятър „афганец“. Вегетационният период (минимална денонощта температура 5 °C) продължава от 226 до 266 денонощия. Високите летни температури, продължителния вегетационен период и масовото напояване, способстват за отглеждането на топлолюбиви субтропични култури (тънковлакнест памук, фурми и др.), а също и захарна тръстика.
На юг, по границата с Афганистан преминава участък от горното течение на река Амударя. От север-североизток на юг-югозапад, по цялото протежение на областта протича река Сурхандаря със своите многобройни притоци, стичащи се от околните планини, а в западната част тече река Шерабад (и двете реки са десни притоци на Амударя). Реките имат снежно-ледниково и снежно-дъждовно подхранване. За ефективното използване на водите им за напояване са изградени множество водохранилища: Южносурханско (обем 800 млн.m³), Учкизилско, Дегреско и др.; напоителни канали Шерабадски, Аму-Зангски, Джаркургански и др., а множество по-стари канали са реконструирани – Занг, Хазарбаг, Кумкурган.
В равнинните части почвите са светло- и типично сиви, по долините на реките – ливадни и ливадно-блатни, в предпланинските и планинските райони – типични и тъмносиви, ливадно-кафяви и светлокафяви. Растителната покривка в равнината е представена от ефемери, в планинските райони – ефемерово-тревиста, а по най-високите части – субалпийски пасища. Тук-таме се срещат малки горички и храсти съставени от арча (вид средноазиатска хвойна) и диви плодни дървета, а в хребета Бабатаг – горички от шамфъстък. Покрай река Амударя се срещат малки участъци от широколистни гори. Планините се обитават от планински козел, джейран, дива свиня, рис, вълк, чакал, лисица, кафява мечка, бодлокож и множество видове птици.
Главна икономическа дейност в областта е селското стопанство. Обработваема земя 2 782 000 дка (45% зърнени култури, 45% памук, 10% други).

## Население
На 1 януари 2019 г. населението на Сурхандаринска област област е наброявало 2 569 300 души (7,66% от населението на Узбекистан). Гъстота 123,52 души/km². Градско население 35,63%. Етническият състав: узбеки 82,9%, таджики 12,5%, туркмени 1,3%, руснаци 1,2%, татари 0,4%, казахи 0,1% и др.

## Административно-териториално деление
В административно-териториално отношение Сурхандаринска област се дели на 13 административни района (тумана), 8 града, в т.ч. 1 град с областно подчинение и 7 града с районно подчинение и 112 селища от градски тип.
| Административна единица       | Площ (km²) | Население (2017 г.) | Административен център | Население (2017 г.) | Разстояние до Термез (в km) | Други градове и сгт с районно подчинение                                                                            |
| ----------------------------- | ---------- | ------------------- | ---------------------- | ------------------- | --------------------------- | --- |
| Град с областно подчинение    |            |                     |                        |                     |                             | |
| 1. Термез                     | 36         | 142 075             | гр. Термез             | 142 075             | -                           | |
| Административен район (туман) |            |                     |                        |                     |                             | |
| 9. Алтънсайски                | 560        | 164 075             | сгт Карлук             | 11 110              | 155                         | Ботош, Джобу, Екраз, Ипок, Курама, Марказ, Мармин, Хайрандора, Хужасуат, Чеп, Шакаркамиш, Янгиабад, Янгикурилиш     |
| 1. Ангорски                   | 3873       | 124 228             | сгт Ангор              | 14 110              | 30                          | Гиламбоб, Зартепа, Кайран, Карасу, Новшахар, Талимарон, Талошкан, Хамкан, Янгиабад, Янги Турмуш                     |
| 3. Байсунски                  | 3720       | 113 118             | гр. Байсун             | 23 700              | 162                         | Кофрун, Корабуйин, Пасурхи, Рабат, Тангимуш                                                                         |
| 4. Денауски                   | 750        | 368 985             | гр. Денау              | 130 500             | 156                         | Дахана, Джаматак, Дустлик, Кизилжар, Китоян, Намазгах, Пахтакураш, Холчайон, Юрчи, Янгиабад, Янгибаг, Янги Хазарбаг |
| 5. Джаркургански              | 1140       | 204 331             | гр. Джаркурган         | 20 900              | 51                          | Какайдъ, Каракурсак, Кофрун, Маркази Сурхан, Минор                                                                  |
| 6. Кизирикски                 | 330        | 160 309             | сгт Сирик              | 13 700              | 60                          | Бандихан, Истара, Кармаки, Кунчикиш, Янгихаят                                                                       |
| 7. Кумкургански               | 2200       | 217 415             | гр. Кумкурган          | 21 173              | 73                          | Азларсай, Аксай, Богара, Джалоир, Джийдали, Елбайон, Карсакли, М.Хужамкулов, Навбахор, Хурият, Янгиер               |
| 8. Музрабадски                | 740        | 132 816             | сгт Халкабад           | 15 817              | 57                          | Акалтин, Ат-Термизий, Гагарин, Гулистан, Дустлик, Казойокли, Таскент, Таскент-1, Чегарачи                           |
| 10. Сариасийски               | 3800       | 192 540             | сгт Сариасия           | 10 578              | 1186                        | гр. Шаргун; Буйрапущ, Тартули, Янгихаят                                                                             |
| 13. Термезки                  | 860        | 100 981             | сгт Учкизил            | 13 800              | 20                          | Ат-Термизий, Кизилбай, Лимончи, Мустакилик, Намуна, Охунбобоев, Паттакесар, Тажрибакор                              |
| 14. Узунски                   | 2330       | 168 097             | сгт Узун               | 39 600              | 192                         | Джанчевка, Карашик, Маландиян, Мехнат, Уланкул, Чинар, Янгикуч, Янги Рузгор                                         |
| 11. Шерабадски                | 2730       | 181 347             | гр. Шерабад            | 25 200              | 59                          | Зарабаг, Килкон, Навбаг, Пахтаабад, Саръкамъш, Чуйинчи, Янгиарък                                                    |
| 12. Шурчински                 | 850        | 193 364             | гр. Шурчи              | 28 500              | 122                         | Гермакурган, Джайилма, Джаркишлак, Елбаян, Каттасовур, Кущегирмон, Тула, Хушчека, Ялти                              |